# Томас Кінд Бендіксен
Томас Кінд Бендіксен (норв. Thomas Kind Bendiksen; нар. 8 серпня 1989, Гарстад, Норвегія) — норвезький футболіст, атакувальний півзахисник «Скарпа».

## Клубна кар'єра
Футбольну кар'єру розпочав у «Гарстаді». У серпні 2007 року перейшов до шотландського «Рейнджерс», з яким підписав 3-річний контракт. Його трансфер обійшовся клубу 1 000 000 норвезьких крон, що еквівалентно приблизно 90 000 фунтів стерлінгів. Важка травма коліна вивела його з ладу на весь сезон 2008/09 років.
Наступного року повернувся до резервного складу «Рейнджерс» і в квітні 2010 року перебував на лаві запасних під час поєдинку першого складу чемпіонату проти «Гіберніана». Перший матч за першу команду, хоч і товариський, відбувся в липні того ж року проти «Квін оф зе Саут». Після подальших проблем з фізичною формою, у липні 2011 року продовжив контракт з клубом на півроку.
Потім Кінд Бендіксен відзначився голом у товариському матчі проти «Гамбурга», після чого підписав з клубом новий контракт. 2 грудня 2011 року вперше вийшов у шотландській Прем'єр-лізі, вийшов у стартовому складі в переможному (2:1) поєдинку проти «Данфермлін Атлетіка».
3 січня 2012 року повернувся до Норвегії, де підписав 3-річний контракт з «Тромсе». Дебютував в Елітесеріені 25 березня, вийшов на поле в стартовому складі переможного (1:0) домашнього матчу проти «Фредрікстада». 17 вересня 2012 року відзначився своїм першим голом у вищому дивізіоні, у переможному (5:1) поєдинку проти «Ліллестрема».
Наприкінці Елітесеріена 2013 року Тромсе вилетів до 1-го дивізіону. Кінд Бендіксен зробив свій внесок у вихід до наступного чемпіонату, зіграв 30 матчів та відзначився 4-ма голами. Загалом, протягом свого 3-річного перебування в «Тромсе», зіграв 105 матчів і відзначився 16-ма голами, як у чемпіонаті та кубку.
23 грудня 2014 року офіційно перейшов до «Молде», підписав контракт, який набув чинності 1 січня 2015 року. Він дебютував за команду 11 квітня 2015 року, вийшов замість Етзаза Хуссайна у переможному (3:1) матчі проти «Буде-Глімта».
29 липня 2015 року повернувся до «Тромсе», в оренду до кінця сезону. Обрав собі футболку з 21-м ігровим номером.
Після повернення до «Мольде», 1 квітня офіційно оголошеносили, що він перейшов до шведського клубу «Ельфсборга», який грав в оренді в Аллсвенскані. Після закінчення терміну оренди повернувся до «Молде», а 5 грудня 2016 року розірвав угоду, яка пов'язувала його з клубом.
13 грудня 2016 року «Саннефіорд» оголосив на своєму офіційному сайті про перехід Кінда Бендіксена, який підписав контракт з клубом з 1 січня 2017 року.

## Кар'єра в збірній
29 листопада 2013 року тренер Пер-Матіас Хьогмо викликав його до національної збірної перед двома товариськими матчами проти Молдови та Польщі, який відбудеться у січні 2014 року в Абу-Дабі. 15 січня 2014 року дебютував за збірну Норвегії, вийшов у стартовому складі у переможному (2:1) матчі проти Молдови.

## Статистика виступів

### Клубна
Станом на 16 лютого 2024
| Клуб                 | Сезон             | Ліга                     | Ліга  | Ліга | Кубок ліги | Кубок ліги | Єврокубки | Єврокубки | Загалом | Загалом |
| Клуб                 | Сезон             | Дивізіон                 | Матчі | Голи | Матчі      | Голи       | Матчі     | Голи      | Матчі   | Голи    |
| -------------------- | ----------------- | ------------------------ | ----- | ---- | ---------- | ---------- | --------- | --------- | ------- | ------- |
| «Рейнджерс»          | 2011–12           | Прем'єршип Шотландії     | 3     | 0    | 0          | 0          | 0         | 0         | 3       | 0       |
| «Рейнджерс»          | Загалом           | Загалом                  | 3     | 0    | 0          | 0          | 0         | 0         | 3       | 0       |
| «Тромсе»             | 2012              | Елітесеріен              | 23    | 1    | 6          | 0          | 5         | 0         | 34      | 1       |
| «Тромсе»             | 2013              | Елітесеріен              | 27    | 6    | 3          | 2          | 14        | 1         | 44      | 9       |
| «Тромсе»             | 2014              | 1. дивізіон              | 30    | 4    | 3          | 2          | 4         | 0         | 37      | 6       |
| «Тромсе»             | Загалом           | Загалом                  | 80    | 11   | 12         | 4          | 23        | 1         | 115     | 16      |
| «Молде»              | 2015              | Елітесеріен              | 6     | 0    | 4          | 1          | 1         | 0         | 11      | 1       |
| «Молде»              | Загалом           | Загалом                  | 6     | 0    | 4          | 1          | 1         | 0         | 11      | 1       |
| «Тромсе» (оренда)    | 2015              | Елітесеріен              | 11    | 0    | 0          | 0          | —         | —         | 11      | 0       |
| «Тромсе» (оренда)    | Загалом           | Загалом                  | 11    | 0    | 0          | 0          | —         | —         | 11      | 0       |
| «Ельфсборг» (оренда) | 2016              | Аллсвенскан              | 9     | 0    | 1          | 2          | —         | —         | 10      | 2       |
| «Ельфсборг» (оренда) | Загалом           | Загалом                  | 9     | 0    | 1          | 2          | —         | —         | 10      | 2       |
| «Саннефіорд»         | 2017              | Елітесеріен              | 0     | 0    | 0          | 0          | —         | —         | 0       | 0       |
| «Саннефіорд»         | 2018              | Елітесеріен              | 0     | 0    | 0          | 0          | —         | —         | 0       | 0       |
| «Саннефіорд»         | Загалом           | Загалом                  | 0     | 0    | 0          | 0          | —         | —         | 0       | 0       |
| «Тромсдален»         | 2019              | Перший дивізіон Норвегії | 22    | 2    | 4          | 1          | —         | —         | 26      | 3       |
| «Тромсдален»         | 2020              | Другий дивізіон Норвегії | 14    | 0    | —          | —          | —         | —         | 14      | 0       |
| «Тромсдален»         | Загалом           | Загалом                  | 36    | 2    | 4          | 1          | —         | —         | 40      | 3       |
| «Фіннснес»           | 2021              | Третій дивізіон Норвегії | 5     | 0    | 0          | 0          | —         | —         | 5       | 0       |
| «Фіннснес»           | Загалом           | Загалом                  | 5     | 0    | 0          | 0          | —         | —         | 5       | 0       |
| «Скарп»              | 2022              | 4. дивізіон              | 18    | 0    | 1          | 0          | —         | —         | 19      | 0       |
| «Скарп»              | 2023              | 4. дивізіон              | 10    | 3    | 0          | 0          | —         | —         | 10      | 3       |
| «Скарп»              | 2024              | 4. дивізіон              | 0     | 0    | 0          | 0          | —         | —         | 0       | 0       |
| «Скарп»              | Загалом           | Загалом                  | 28    | 3    | 1          | 0          | —         | —         | 29      | 3       |
| Усього за кар'єру    | Усього за кар'єру | Усього за кар'єру        | 178   | 16   | 22         | 8          | 24        | 1         | 224     | 25      |

1. ↑  У тому числі й Кубок ліги, Кубок Швеції
2. 1 2 3  Матчі в Лізі Європи УЄФА
3. ↑  Матчі в Лізі чемпіонів УЄФА

### У збірній

#### По роках
| національна збірна Норвегії | національна збірна Норвегії | національна збірна Норвегії |
| Рік                         | Матчі                       | Голи                        |
| --------------------------- | --------------------------- | --------------------------- |
| 2014                        | 2                           | 0                           |
| Загалом                     | 2                           | 0                           |

Статистика станом на 18 січня 2014 року

#### По матчах
| Дата      | Місто    | Господарі | Результат | Гості    | Турнір           | Голи | Примітки |
| --------- | -------- | --------- | --------- | -------- | ---------------- | ---- | -------- |
| 15-1-2014 | Абу-Дабі | Молдова   | 1 – 2     | Норвегія | товариський матч | -    |          |
| 18-1-2014 | Абу-Дабі | Польща    | 3 – 0     | Норвегія | товариський матч | -    |          |
| Усього    |          | Матчів    | 2         |          | Голів            | 0    |          |